# 120120 Kankelborg
120120 Kankelborg este un asteroid din centura principală de asteroizi.

## Descriere
120120 Kankelborg este un asteroid din centura principală de asteroizi. A fost descoperit pe 28 martie 2003 la Needville de Joseph A. Dellinger. Asteroidul prezintă o orbită caracterizată de o semiaxă mare de 2,91 ua, o excentricitate de 0,00 și o înclinație de 2,2° în raport cu ecliptica.